# 妙仙寺 (日進市)
妙仙寺（みょうせんじ）は、愛知県日進市岩崎町にある曹洞宗の寺院。岩崎城主の一色丹羽氏の菩提寺で、愛知県小牧市にある福巌寺の末寺である。

## 歴史

### 萬年山 長松寺
明応6年（1497年）、尾張国愛知郡折戸村（現在の愛知県日進市折戸町）で丹羽氏従が、香華所として萬年山 長松寺を開創したのが始まりである。
天文6年（1537年）または天文7年（1538年）に、丹羽氏清が愛知郡本郷村から同郡岩崎村に拠点を移した時に、折戸村の萬年山 長松寺を現在地より三町北の場所に移し来鳳一覆を招いて開山し、一言高賢が二世となった。
氏清は、曽祖父の氏従の法号である長松寺龍澤道盛から寺号とし、曽祖母の法号である萬年寺大岳宗億から山号とした。

### 尾張岩崎村・三河伊保藩時代
永禄7年（1564年）、氏清の子の丹羽氏識が、現在の山号と寺号である大椿山 妙仙寺に改めた。氏識は、父の氏清の法号である妙仙寺椿岩道寿から寺号とし、母の法号である大椿院永仙妙寿から山号とした。
丹羽氏勝の長男の丹羽氏次は尾張国の岩崎城を本拠地として織田信長に仕えた。本能寺の変で信長と嫡男の織田信忠が没すると、織田信雄の家臣となったが、最終的には徳川家康に仕えて慶長5年（1600年）の関ヶ原の戦いでは東軍に属し戦功を挙げ、氏次は三河伊保藩1万石の藩主となった。
松林を含めた境内の18町歩は無年貢地であった。この他に寺領として田を2反19歩を所有していた。
この田は丹羽家より寄進されたと思われるが、慶長5年に丹羽氏次が伊保藩に移ってからは検地帳にも記載されて6人の給地領となったが、慶長15年（1610年）2月20日、6人から妙仙寺に寄進されて再び寺領となった。
寛永15年（1638年）、美濃岩村藩主の松平乗寿が、遠江浜松藩へ移封となると、同年12月、丹羽氏信が後任として美濃岩村藩へ2万石で入り、伊保藩は廃藩となった。
寛永21年（1644年）、南齢牛誉が本堂を再建した。
正保3年（1646年）、岩崎村が、尾張藩士の渡邉治綱の采地となってからも、境内地とともに寺田は安堵された。
文政2年（1819年）の「改正水帳」には、「中田三畝歩 河原、中田七畝歩 川原、中田九畝十歩 寺東、下田九畝拾歩 マトバ 惣高 五石八斗二升五合五勺一才（計 三反五畝二十九歩）」とある。
明治19年（1886年）、妙仙寺が曹洞宗の宗務局へ提出した「寺籍財産帳」によると、「一田畑山林藪宅地 合反別 四町三反三畝十弐歩（約13,000千坪）」となっているが、現在の境内地は1,257坪である。

### 美濃岩村の妙仙寺
丹羽氏信が岩村藩主となると、前・岩村藩主の大給松平家の菩提寺であった龍巌寺の伽藍を受け取り、岩崎の妙仙寺九世の斧峯牛鈯が、岩村にも妙仙寺を開創した。この妙仙寺が後に播磨の山国村の妙仙寺の基となった。
そのため妙仙寺は、愛知県日進市岩崎町と兵庫県加東市山国の両方に存在している。

## 建造物
現存する山門は寛政5年（1793年）に再建されたものであり、その後幾度かの修理を経ている。
近隣に塔頭として慈眼庵があったが、現在は慈眼寺として独立している。

## 文化財
- 山門 - 日進市指定文化財（1991年指定）[3]
- 臥龍の松 - 日進市指定文化財（1980年指定）
  - 境内にある市内唯一のクロマツの巨木で、高さ約6.7m、幹まわり約2.5m、枝張は東西約11.5m、南北約12.3m。調査により、樹齢は400年超と推定されている[3]。

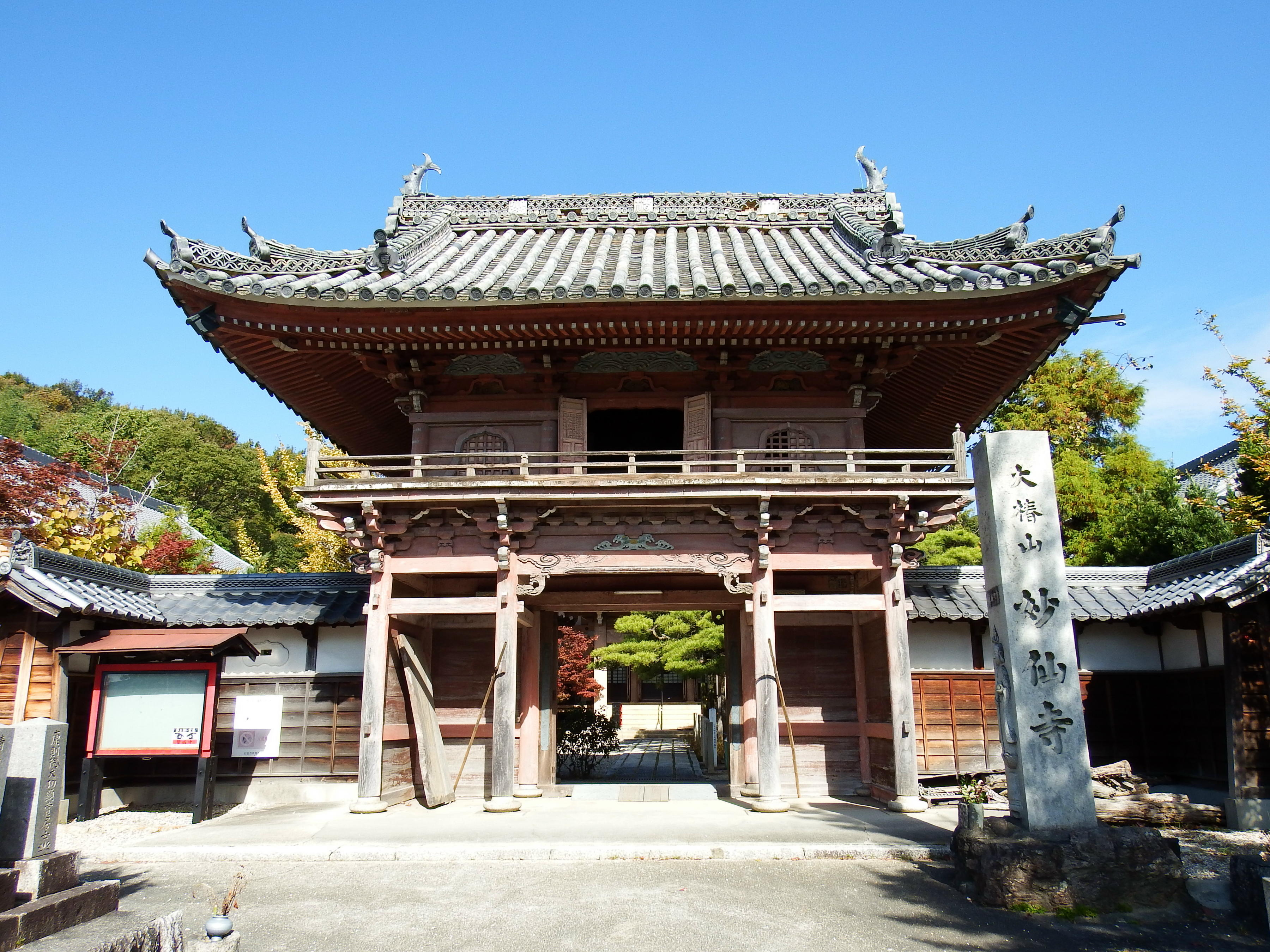
山門
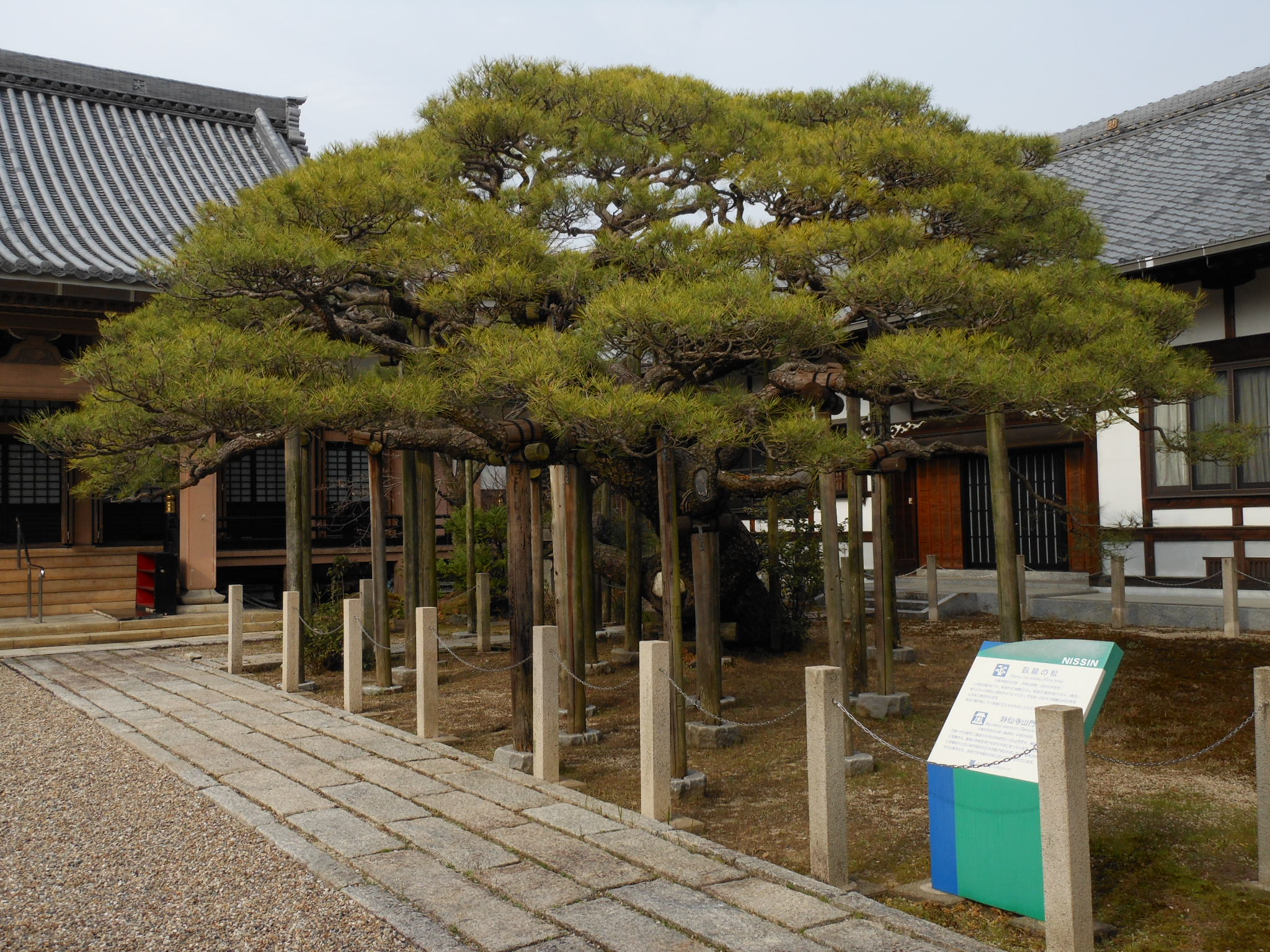
臥龍の松

## 年中行事
大般若会（1月）、涅槃会（2月15日）、彼岸供養（3月）、花祭（5月）、盆施餓鬼会（8月）、両祖忌（9月29日）、達磨忌（10月5日）、托鉢（11月）、成道会（12月8日）

## 関連寺院
- 妙仙寺（兵庫県加東市山国）

## 末寺
- 慈眼寺（愛知県日進市岩崎町）
- 寶泉寺（愛知県日進市折戸町）
- 妙淵寺（愛知県日進市野方町）
- 龍淵寺（愛知県日進市赤池町）
- 寶珠寺（愛知県日進市梅森町）
- 清安寺（愛知県東郷町諸輪）
- 薬王寺（愛知県みよし市莇生町）
- 光正院（名古屋市千種区今池）
- 瑞雲寺（愛知県豊田市西中山町）